# Jagdstaffel 12
La Königlich Preußische Jagdstaffel Nr 12 ou Jagdstaffel 12 était un « groupe de chasse » (c'est-à-dire un escadron de chasseurs) de la Luftstreitkräfte, la branche aérienne de l'Armée impériale allemande pendant la Première Guerre mondiale. Jasta est un acronyme formé par l'abréviation du mot allemand Jagdstaffel (escadrille de chasse). La Jasta 12, l'un des premiers escadrons de chasse allemands, a remporté 155 victoires aériennes (dont trois sur des ballons d'observation) pendant la guerre, au prix de dix-sept morts au combat, huit blessés au combat et un prisonnier de guerre.

## Histoire
La Jagdstaffel 12 est créée le 28 septembre 1916 à partir d`une unité déjà existante, la Fokkerstaffel West. Le nouvel escadron est mobilisé le 12 octobre 1916 à Laon, en France et remporte sa première victoire le 4 décembre 1916. L'escadron est initialement équipé de Fokker Dr.I peu performants. Le 24 mars 1917, l'unité est créditée de sa dixième victoire. Le mois suivant, avril 1917 (surnommé Avril sanglant (en) par les Britanniques), la Jasta 12 abat 23 avions du Royal Flying Corps. Le mois de mai est marqué par 10 autres victoires. À la fin du mois de juillet, le tableau de la Jasta affiche 74 victoires. Après la perte de son commandant, Adolf Ritter von Tutschek, en mars 1918 des suites de ses blessures, son nouveau Staffelführer (en), Otto von Nostitz la conduit à 22 victoires supplémentaires en trois mois sans aucune perte allemande.
Au moment où elle est rattachée à la Jagdgeschwader II (l'équivalent d'une brigade aérienne) le 2 février 1918, la Jasta 12 était une unité expérimentée avec 104 victoires confirmées à son actif. Cependant, la Jagdgeschwader II  eut rapidement des problèmes d'équipement en raison des difficultés d'approvisionnements de l'Allemagne. Le 26 mai 1918, la Jasta 12 se retrouve ainsi temporairement clouée au sol par manque d'avions.
La Jasta 12 a combattu jusqu'à la fin de la guerre, n'étant dissoute qu'après la défaite de l'Allemagne. L'escadron est crédité de 155 victoires aériennes, parmi lesquelles on compte la destruction de trois ballons d'observation ennemis. En revanche, elle a subi 17 morts au combat, 8 blessés au combat et un prisonnier de guerre.

## Liste des commandants (Staffelführer)
1. Oberleutnant/Hauptmann Paul von Osterroht (en) : 6 octobre 1916 - avril 1917 (tué au combat).
2. Oberleutnant Adolf von Tutschek : 28 avril 1917 - 11 août 1917 (blessé au combat).
3. Leutnant Otto von Nostitz (commandant par intérim) : 11 août 1917
4. Leutnant de Reserves Viktor Schobinger (en)
5. Leutnant Otto von Nostitz (commandant par intérim) : 15 novembre 1917
6. Oberleutnant Paul Blumenbach : 2 février 1918 - 18 mai 1918
7. Leutnant Robert Hildebrand : 18 mai 1918 - 13 juillet 1918
8. Leutnant de Reserves Hermann Becker (en) : 13 juillet 1918 - 11 novembre 1918[2].

## Liste des bases d'opérations
1. Riencourt : 4 novembre 1916 - 26 janvier 1917
2. Herrlingen, Allemagne : 26 janvier 1917 - février 1917[1]
3. Niederum[2]
4. Epinoy, France : Date inconnue - 27 juillet 1917[1]
5. Roncourt, France : 27 juillet 1917 - 18 août 1917
6. Douai, France : 18 août 1917 - Date inconnue[1]
7. Eringhem, France
8. Phalempin, France
9. Roncourt, France
10. Marle, France[2]
11. Toulis, France : 13 février 1918 - 19 mars 1918
12. Guise, France : 19 mars 1918 - 12 juin 1918
13. Le Mesnil : 12 juin 1918 - Date inconnue. [1]
14. Roupy, France
15. Guisecourt
16. Balâtre, France
17. Bonneuil Ferme [note 1]
18. Mesnil-Bruntel, France[2]
19. Leffincourt : 12 juillet 1918 - 24 juillet 1918
20. Chéry-lès-Pouilly, France[1]
21. Fontaine-Notre-Dame, France[note 2]
22. Neuflize, France
23. Doncourt
24. Giraumont, France[2]
25. Foreste, France : 10 août 1918 - 18 août 1918[1]
26. Charmois, Stenay, France
27. Carignan, France
28. Florenville, Belgique
29. Trèves, Allemagne[2]

## Membres célèbres
Adolf Schulte (en) devient le premier as de l'escadron, le 24 mars 1917 . Trois des commandants de l'unité, Adolf von Tutschek, Viktor Schobinger (en) et Hermann Becker (en), se distinguèrent également comme as. Parmi les quatorze autres as de la Jasta 12, on peut également citer : Ulrich Neckel (en), lauréat de la croix Pour le Merite et de la Croix de Fer Reinhold Jörke (en), un autre récipiendaire de la Croix de Fer et Paul Billik, un lauréat de la Croix de Fer et de l'Ordre de Hohenzollern qui fut l'as le plus performant à se voir refuser une croix Pour le Merite.